# Andreas Avellinus

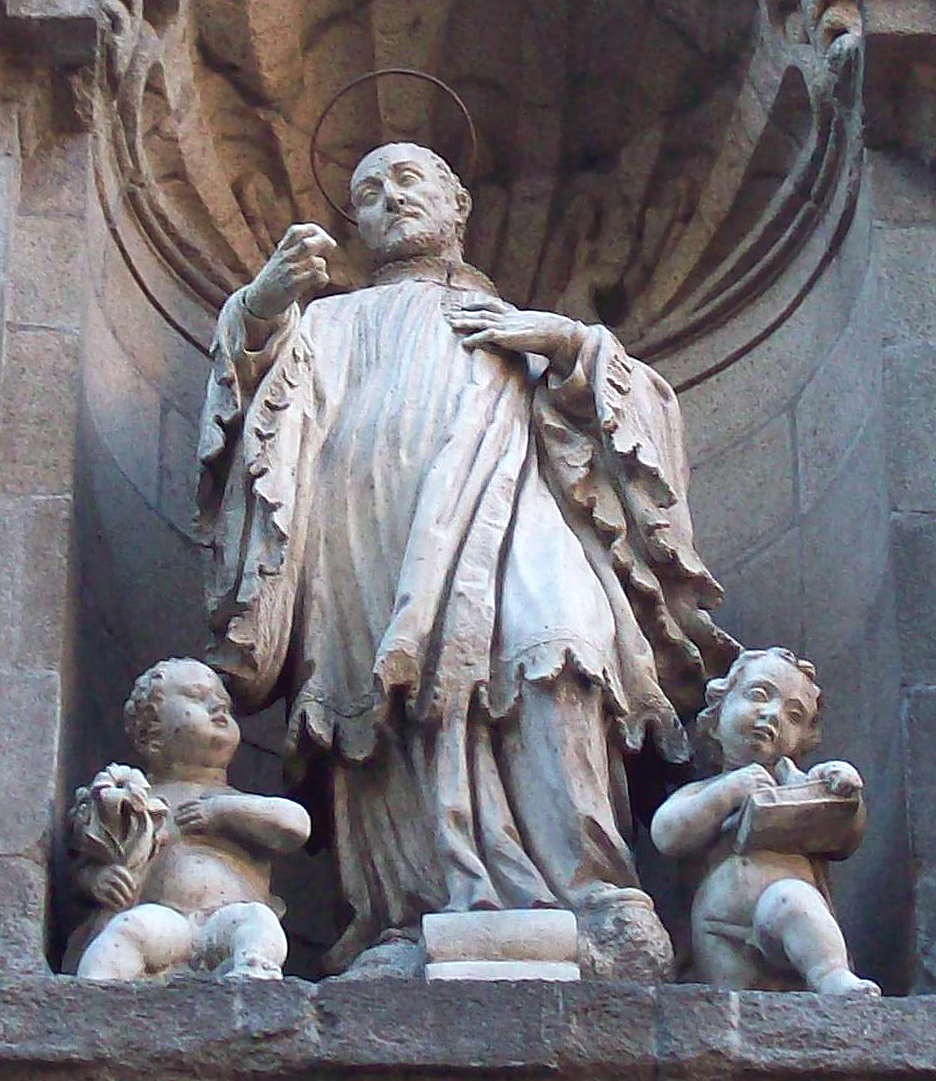
Andreas Avellinus (Pedro Alonso de los Ríos, Madrid)

Andreas Avellinus (Castronuovo di Sant'Andrea, 1521 - 10 november 1608), is een Siciliaanse heilige.
Zijn doopnaam was Lancelotto. Toen hij toetrad tot de orde van de Theatijnen, wijzigde hij zijn naam in Andreas. In zijn jeugd doorliep Avellinus de basisschool in Castronuovo di Sant'Andrea, waarna hij voor de humaniora naar Venetië werd gestuurd. Aldaar begon hij filosofie te studeren. Hierna keerde hij terug naar Sicilië voor studies in kerkelijk en Romeins recht, waar hij later het doctoraat in recht verkreeg. Met 26 jaar begon hij aan zijn priesterstudies. Avellinus werd advocaat aan het Kerkelijk Hof te Napels. Toen hij zichzelf tijdens een pleidooi betrapte op een leugen, hield hij de advocatuur voor bekeken. Hij ging zich daarna toewijden aan heilige meditatie en andere spirituele oefeningen.
Door de bisschop van Napels werd hij later belast met de hervorming van een Napolitaans klooster waar de discipline zoek was geraakt en schandalen schering en inslag waren. Door zijn eigen voorbeeldige levenshouding slaagde hij erin zijn opdracht tot een goed einde te brengen, maar niet zonder kleerscheuren. Hij werd door zijn tegenstanders belaagd en zwaar verwond. Men bracht hem voor verzorging en revalidatie naar het klooster van de Theatijnen, gesticht door Pietro Caraffa, de latere Paus Paulus IV. Avellinus was toen 35 jaar. Vanwege zijn intelligentie, zelfdiscipline, onderdanigheid en zuiverheid werd hij uitgezonden om nieuwe vestigingen voor de orde uit te bouwen, zoals in Milaan en Piacenza.
De heilige Carolus Borromeus was een intieme vriend van Avellinus die hem voor zeer belangrijke kerkelijke aangelegenheden raadpleegde. Avellinus was auteur van een aantal werken over ascese, na zijn dood uitgegeven in Napels in 1731 en 1734.
Op 10 november 1608 werd Avellinus bij aanvang van de viering van de Heilige Mis getroffen door een beroerte. Als gevolg hiervan wordt hij tot op vandaag om voorspraak gevraagd bij "geraaktheid" en "onvoorziene dood".
Amper 16 jaar na zijn dood werd hij door paus Urbanus VIII zalig verklaard. In 1712 verklaarde paus Clemens XI hem heilig. Avellinus wordt vereerd als patroonheilige van Napels en Sicilië. Hij ligt begraven in de Sint-Pauluskerk in Napels. Zijn feestdag is op 10 november.